# Sainte-Marie-du-Lac-Nuisement

Sainte-Marie-du-Lac-Nuisement este o comună în departamentul Marne, Franța. În 2009 avea o populație de 251 de locuitori.